# 1964 na rádio
Nesta página encontrará referências aos acontecimentos directamente relacionados com a rádio ocorridos durante o ano de 1964.

## Eventos
- Fecho da Rádio Mayrink Veiga no Brasil.

## Nascimentos
| Data | Nome          | Profissão  | Nacionalidade | Observações | Ref |
| ---- | ------------- | ---------- | ------------- | ----------- | --- |
| ??   | Cândida Pinto | jornalista | Portugal      |             |     |

## Mortes
| Data | Nome | Profissão | Nacionalidade | Observações | Ref |
| ---- | ---- | --------- | ------------- | ----------- | --- |